# Benediktinerinnenkloster Spandau

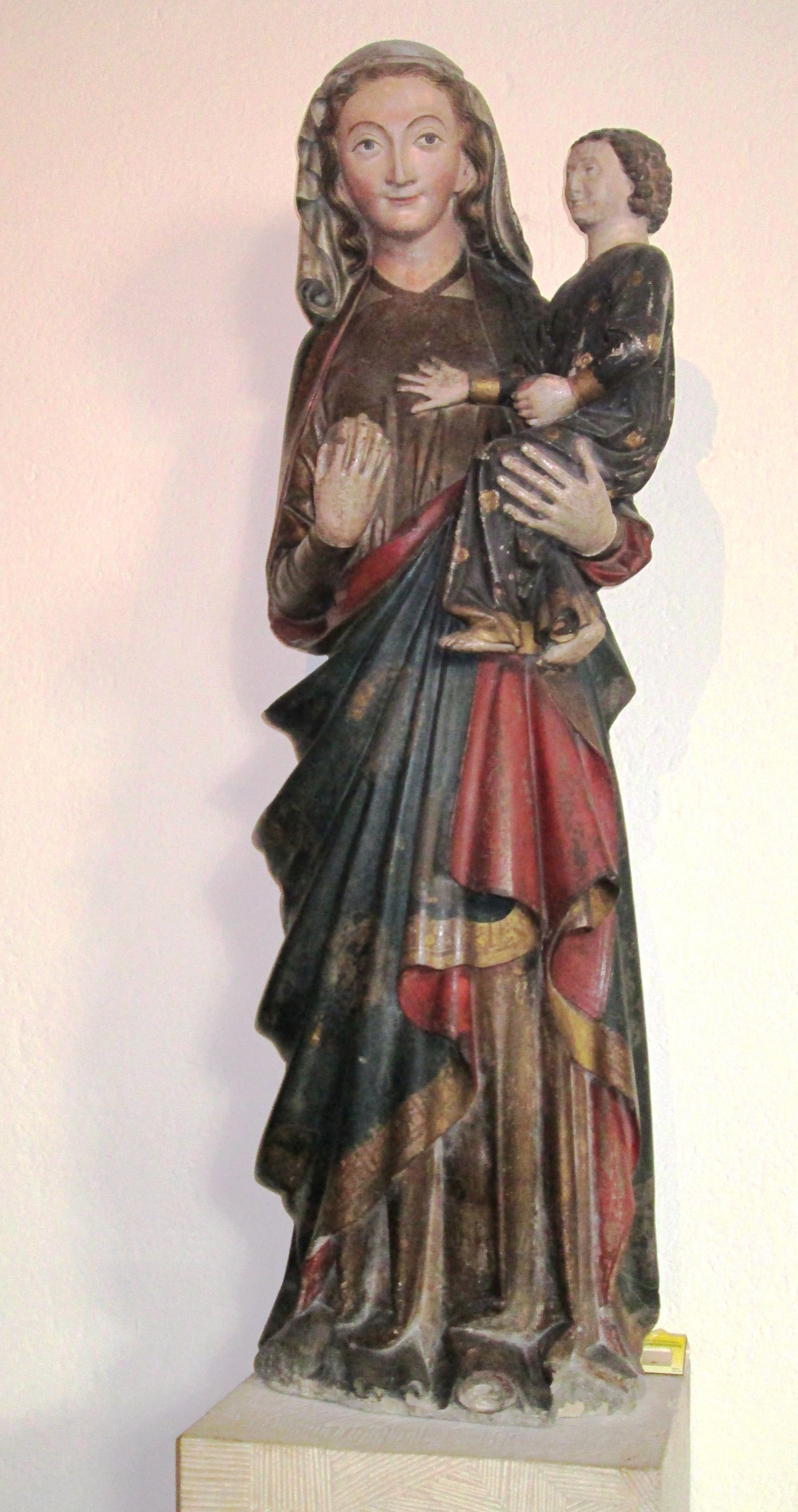
Die „Spandauer Madonna“ (ca. 1290)

Das Benediktinerinnenkloster St. Marien in Spandau bestand von 1239 bis zu seiner Auflösung infolge der Reformation im 16. Jahrhundert. Es lag südlich außerhalb der Mauern der Stadt Spandau (heute zu Berlin, Namensform damals: Spandow, Zpandow oder Zspandow) und hatte das Patronat über zahlreiche umliegende Kirchengemeinden inne. Von den Gebäuden ist nichts erhalten, sie wurden 1636 abgerissen.

## Lage und Baulichkeit
Das Kloster lag außerhalb der Stadt Spandau in der Nähe der Fernstraße Magdeburg – Berlin – Polen, zwischen der Havel und der heutigen Klosterstraße im Mündungsbereich des Bullengrabens, zwischen Bahndamm und Ruhlebener Straße. Es war aus der Stadt durch das südliche „Klosterviertel“ und das „Kloster-Thor“ – 1747 auf Befehl von Prinz August Wilhelm von Preußen in „Potsdamer Thor“ umbenannt – zu erreichen. Über die Gebäude ist nichts bekannt, da es weder bauliche Überreste noch erhaltene bildliche oder textliche Darstellungen gibt. Auch die Lage kann nur erschlossen werden. Direkt an der Havel lag demnach der Wirtschaftshof des Klosters mit Scheunen, Viehställen, Brau- und Backhaus. Die ausgedehnten Ländereien des Klosters in seiner unmittelbaren Nachbarschaft mit Wiesen, Gärten und Weinbergen bildeten das „Klosterfeld“ im heutigen Bezirk Klosterfelde.
Unweit des Klosters, ebenfalls vor den Toren der Stadt, entstand 1244 das Heilig-Geist-Spital in Trägerschaft der Bürgerschaft, später auch das Aussätzigenhospiz „St. Lazarus“, aus dem dann ein Armenhaus, das „St.-Georg-Spital“, wurde. Die Benediktinerinnen waren an diesen Einrichtungen nicht beteiligt.
An das Kloster erinnern heute die Berliner Ortslagen Klosterfelde und Jungfernheide, wo das Kloster über Besitztümer verfügte, sowie der Nonnendamm und die Klosterstraße (bis 1878 „Potsdamer Provinzialchaussee“ genannt).

### Kirche und Ausstattung
Zum Kloster gehörte eine Kirche mit dem Patrozinium der heiligen Jungfrau Maria (ecclesia beate Marie virginis sanctimonialium ordinis sancti Benedicti in Spandow „Kirche der seligen Jungfrau Maria der Nonnen vom Orden des heiligen Benedikt in Spandow“); der Hauptaltar war Maria und dem Heiligen Kreuz gewidmet. Möglicherweise diente bis zum Bau dieser Kirche eine Zeitlang die Moritzkirche behelfsmäßig als Klosterkirche, da sie vereinzelt als solche bezeichnet wurde. Dies wird jedoch von Historikern nicht mehr für schlüssig gehalten.
Eine auf das Ende des 13. Jahrhunderts datierte gotische Marienstatue, die „Spandauer Madonna“, dürfte ihren Ursprung im Spandauer Benediktinerinnenkloster haben. Sie gelangte im 15. Jahrhundert in die Nicolaikirche, wo noch heute eine Kopie steht; das Original befindet sich im Märkischen Museum in Berlin. Mit der Statue war wahrscheinlich eine Wallfahrt an den Marienfesttagen Mariä Geburt (8. September) und Mariä Himmelfahrt (15. August) verbunden.
Ein Zeugnis für den Reichtum des Klosters ist das „Spandauer Evangeliar“, eine kostbare Handschrift mit einem Buchdeckel in Goldschmiedearbeit, heute in der Berliner Staatsbibliothek.
Als im 19. Jahrhundert wieder eine katholische Kirche in Spandau – St. Marien am Behnitz – gebaut wurde, nahm man mit der Wahl des Marien-Patroziniums die Tradition der Kirche im Benediktinerinnenkloster auf, ebenfalls mit der Weihe der Kirche Maria, Hilfe der Christen 1910.

## Geschichte und Bedeutung
Das Kloster wurde 1239 von den askanischen Markgrafen Johann I. von Brandenburg und Otto III. dem Frommen gegründet, um „ein religiöses und kulturelles Zentrum für die Mittelmark zu schaffen“. Durch fromme Stiftungen der Landesherrn und des Adels verfügte es bald über einen reichen Grundbesitz. Mit den Schenkungen war die Verpflichtung von Messfeiern zum Totengedenken (Seelgerät-Stiftung) verbunden, die von Priestern zelebriert wurden, die dazu von den Nonnen angestellt waren.
Beim Klostereintritt war eine Mitgift zu entrichten, so dass zu einem großen Teil adlige und begüterte Frauen im Kloster lebten und der Klosterbesitz beständig anwuchs. Zeitweilig waren bis zu 11 Dörfer (1450/1480) im Vollbesitz des Klosters, darunter Lankwitz, Lietzow (heute: Charlottenburg), Lübars, Gatow, Kladow, Seeburg, Tegel und die dortige Mühle sowie Dalldorf (heute: Wittenau); in weiteren 55 Dörfern gab es Teileigentum. Auch das Waldgebiet in der Jungfernheide mit dem darin gelegenen Plötzensee war im Besitz der Nonnen, der von ihnen befestigte Handelsweg entlang der Jungfernheide nach Berlin-Cölln ist der heutige Nonnendamm. Die Nonnen legten besonderen Wert auf die Fischwirtschaft und erwarben den Lietzensee, den Groß Glienicker See, den Falkenhagener See und den Jungfernsee. Das Kloster hatte in Kasow lange Zeit einen zweiten Wirtschaftshof. Die Mehrzahl der Besitzungen lag in einem Radius von 20 km rund um Spandau. Im Lauf des 15. Jahrhunderts nahmen die Expansionsmaßnahmen des Klosters ab. Von der Gründung von Tochterkonventen ist nichts bekannt.
Das Benediktinerinnenkloster war das einzige dieses Ordens in der Mittelmark. Die nächstgelegenen Benediktinerinnenklöster in Arendsee, Dambeck und Krevese lagen westlich der Elbe bereits in der Altmark, die anderen Nonnenklöster in der Mittelmark (Friedland, Heiligengrabe, Lindow, Marienfließ, Wanzka, Zehdenick und Ziesar) gehörten zum Orden der Zisterzienserinnen. In der Stadt Spandow bestand neben dem Benediktinerinnenkloster eine Kalandsbruderschaft, eine Priestergemeinschaft, der auch Laien angehören konnten. Wahrscheinlich verfügten zudem das Franziskanerkloster in Berlin und das Dominikanerkloster in Cölln in Spandau jeweils über eine Terminei, eine einfache Unterkunft mit Lagermöglichkeit beim Almosensammeln. Ob es im 13. Jahrhundert in Spandau auch einen Konvent der Dominikaner gegeben hat, der dann nach Cölln verlegt wurde, lässt sich weder eindeutig bestätigen noch widerlegen. Spandau gehörte zum Bistum Brandenburg; das Benediktinerinnenkloster bildete darin mit 82 abhängigen Dörfern ein Unterzentrum (sedes, „Sitz“) im östlichen Teil des Bistums.
Mit der Gründung des Klosters wurde ihm das Kirchenpatronat, das Recht zur Besetzung von Pfarrstellen mit einem Priester, für die Spandauer Pfarrkirche St. Nicolai, wahrscheinlich auch für die Moritzkirche und den Marienaltar der Kapelle auf der Spandauer Burg übertragen, ebenso wie für zehn weitere Dorfpfarren (Roskow, Bornim, Seegefeld, Rohrbeck, Gatow, Kladow, Wilmersdorf und Groß Kienitz, jeweils mit ihren Tochterkirchen). Das Kloster hatte die Aufgabe, die Kirchen im weiten Umland mit Hostien und Messwein aus eigener Herstellung zu versorgen. Die Bürgerschaft der Stadt Spandau hatte es 1240 abgelehnt, das Kirchenpatronat über St. Nicolai gegen Zahlung einer Entschädigung selbst zu übernehmen, so dass die Pfarrkirche bis zur Reformation in der Abhängigkeit vom Kloster blieb. Für die Seelsorge im Kloster selbst hatten die Nonnen eigene Kapläne und Beichtväter angestellt.
Die Größe des Konvents dürfte bei 60 bis 70 Nonnen gelegen haben. Ab 1305 war dem Kloster ein Krankenhaus angeschlossen. Es unterhielt als eine seiner Hauptaufgaben mindestens ab 1299 eine Schule mit Internat, vornehmlich für Mädchen.
Seit dem 15. Jahrhundert waren die Rechte des Klosters gegenüber den Patronatskirchen und Einrichtungen allmählich ausgehöhlt worden. Das Kloster übte zwar eine nominelle Oberhoheit aus, aber die Verfügungsgewalt lag faktisch beim Magistrat, der spätestens seit den 1430er-Jahren Kirchen und Kirchenvermögen kontrollierte; mehrere Kirchenvorsteher waren gleichzeitig Ratsherren. 1541 wurde im Zuge der Reformation die Kommunalisierung dann endgültig vollzogen.

## Auflösung infolge der Reformation
Die Reformation erreichte Spandau spätestens 1539, als am 1. November 1539 Kurfürst Joachim II. in der Spandauer St.-Nikolai-Kirche zum protestantischen Glauben übertrat; der frühere Propst des Klosters, Bischof Matthias von Jagow, reichte ihm die Kommunion unter beiderlei Gestalt. Dadurch wurde die Mark Brandenburg ebenfalls protestantisch. Die Benediktinerinnen übernahmen die Reformation widerwillig erst am 27. April 1541 im Rahmen einer „General-Kirchenvisitation“, durch die die Visitatoren den Gottesdienst reformierten und das Patronat über die Stadtpfarrkirche St. Nikolai an den Rat der Stadt Spandau übertrugen. Den einzelnen Nonnen war es freigestellt, den Orden zu verlassen und gegebenenfalls zu heiraten. Jedoch blieben die Schwestern offenbar vollständig als – jetzt protestantischer – Konvent zusammen. Die Aufnahme von Novizinnen war ihnen allerdings untersagt. 1552 bestand der Konvent noch aus 18 Schwestern. Die Schule existierte zunächst weiter, doch kam der Betrieb mit dem Aussterben der Schwestern allmählich zum Erliegen. Die Verwaltung des Klostervermögens ging an das Amt Spandau über, welches die verbliebenen Schwestern zu versorgen hatte. Die letzte Nonne starb 1598. Sie vermachte der Nikolaikirche unter anderem Textilien für den Gebrauch im Gottesdienst.
Für die Klostergebäude fand sich keine neue Verwendung. Sie standen leer und verfielen, so dass Kurfürst Georg Wilhelm 1626 den Abriss anordnete, um die Stadtbefestigung auszubauen.

## Propst und Priorin
Das Kloster wurde nach außen repräsentiert von einem Propst, der Diözesanpriester war. Er wurde vermutlich von den Nonnen gewählt und vom Bischof von Brandenburg eingesetzt und gehörte zum höheren Klerus des Bistums; erstmals wurde ein Propst für das Jahr 1251 genannt. Er vertrat den Konvent auf den havelländischen Landtagen, bei Diözesansynoden und anderen kirchlichen Zusammenkünften, wickelte für das Kloster verbindlich Rechtsgeschäfte und finanzielle Angelegenheiten ab wie Erwerb von Grundbesitz, Annahme von Schenkungen, Eintreiben oder Entrichten fälliger Beträge. Der Propst war den Nonnen gegenüber für alle Handlungen verantwortlich. Zusammen mit der Priorin schlug er dem Bistum die Kleriker zur Einsetzung auf die Seelsorgestellen vor, über die das Kloster Patronatsrecht hatte. Neben dem Propst gab es Priester als geistliche Hilfskräfte, die die Gottesdienste hielten und die Nonnen seelsorglich betreuten, etwa als Beichtvater.
Nach innen war eine Priorin (priorissa) die Klostervorsteherin, gegen Ende des 14. Jahrhunderts ist auch der Posten der Subpriorin als Stellvertreterin der Priorin aktenkundig. Ab dem Beginn des 16. Jahrhunderts hießen die Vorsteherinnen Äbtissin, synonym auch Domina „Herrin“, es folgten Priorin und Subpriorin in der Rangfolge. Spandau übernahm damit die Hierarchie der benachbarten Zisterzienserinnen-Abteien.

### Priorinnen / Äbtissinnen
Genannt sind die Jahre, in denen die betreffende Person in einem Dokument erwähnt wird.
- Margareta (1267)
- Gertrud (1314)
- Zacharia von Falkenhagen (1330)
- Jutta (1352)
- Margareta von Haselberg (1374)
- Katharina Rudow (1383)
- Margareta Domes (Donnis), Subpriorin (1383), Priorin (1405–1410)
  - Margareta Busghow (von Buschow ?), Subpriorin, 1405
- Margareta (1420)
  - Katharina (von) Friesen, Subpriorin (1420)
- Sophia (von) Grieben (1443)
- Margareta Hönow (1448–1461)
  - Agnes von Röbel, Subpriorin (1448)
- Elisabeth Stroband (1488–1499)
  - Gertrud von Bamme, Subpriorin (1488)
- Anna (von) Hake (1504–1508 ?)
- Katharina (von) Barfuß (Barfftes/Barfften), Äbtissin, auch Domina (1513–1519)
- Barbara (von) Schapelow, Priorin (1515 unter Äbtissin Katharina), Äbtissin (1528), Domina (um 1530)
- Anna Glouß, Priorin (1528 unter Äbtissin Barbara)
  - Dorothea (von) Barfuß, Subpriorin (1528)

### Pröpste
Genannt sind die Jahre, in denen die betreffende Person in einem Dokument erwähnt wird.
- Jacob (1251–1267)
- N.N.
- Nikolaus (1289)
- N.N.
- Albert (1308–1314)
- Johannes von Hersfeld (aus Hersfelde, Hirschfelde bei Bernau) (1317–1330, † vor 1332)
- Wilhelm von Schönhausen (1330–1347)
- Nikolaus (1352–1361)
- N.N.
- Nikolaus Schmergow (Smergow) (1383)
- Konradus (von) Lossow (1390–1392)
- Johannes Coln (1405–1410)
- Johannes Rabenstein (1418–1436)
- Tillmann Schartow (Hartow) aus Magdeburg (1442–1443; vorher (1427/28) Pfarrer von Rathenow, nachher (1451) Kanoniker am Kollegiatstift St. Sebastian in Magdeburg)
- Tillmann Pelle (1444–1463)
- N.N.
- Christian Dames (1488)
- Johannes Bade (1496 – 29. Oktober 1499)
- Andreas Hoppenrade aus Kremmen, 1477 Studium in Leipzig (5. November 1499–1521, vorher Notar am bischöflichen Hof in Ziesar)
- Melchior (von) Hünike, Studium in Leipzig ab Wintersemester 1498, Abschluss 1500, 1526 Dekan des Spandauer Kalands (1519–1521)
- Matthias von Jagow (1524, bis 1524 Assessor am Reichskammergericht in Nürnberg, 1525 Domherr in Stendal, 1526 bis 1544 (†) Bischof von Brandenburg, konvertierte zum Protestantismus)
- Konrad Sleys (24. Januar 1528, vorher unter Propst Melchior von Hünike Thesaurar und Kaplan des Klosters)
- Ladewig (1531)